# Mundgod
Mundgod is een stad in het district Uttara Kannada in de Indiase staat Karnataka.

## Tibetaanse ballingen
Vanaf de Tibetaanse diaspora werd met de hulp van de Indiase regering een aantal nederzettingen van Tibetaanse vluchtelingen in India opgezet, waarvan Doeguling in Mundgod er een is. Voor de nederzetting is de regering van India met de lokale regering van Karnataka een gebied overeengekomen van 16 km², in de buurt van het dorp Taluk in Noord Kanara. Doeguling werd opgericht in 1966 en ligt in een overwegend bosrijk gebied.

## Toerisme

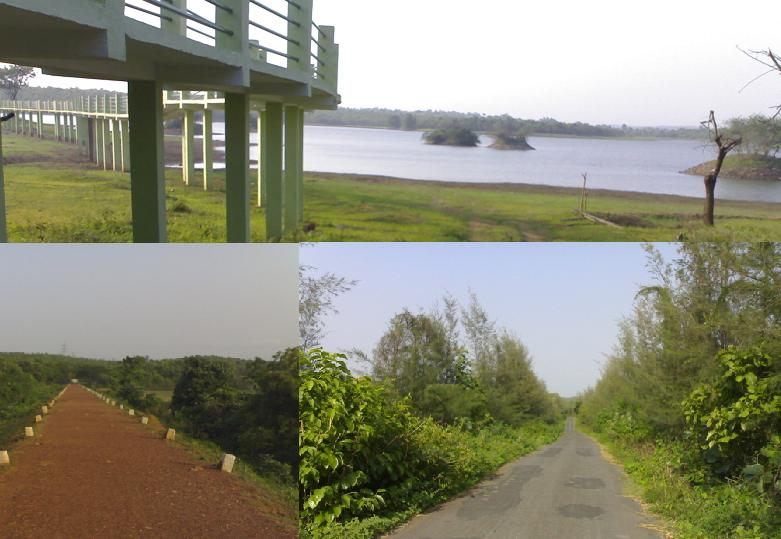
Vogelreservaat Attivery

De Tibetaanse cultuur is duidelijk aanwezig in Mundgod, waardoor de stad ook weleens Mini Tibet wordt genoemd.
Verder is er de Bachanaki-dam die halverwege Mundgod en het vogelreservaat Attivery ligt. Attivery ligt op rond 13 km van Mungod. Het reservaat biedt plaats voor Indische aalscholvers, Indische dwergaalscholvers, koereigers, bonte ijsvogels, Smyrna-ijsvogels, wigstaarttokken, gewone zwaluwen en verschillende ibissen en lepelaars.

## Demografie
In 2001 heeft Mundgod 16.171 inwoners, waarvan 51% mannen en 49% vrouwen. 15% van de bevolking is jonger dan 6 jaar. Mundgod heeft een alfabetiseringsgraad van 67% dat hoger is dan het landelijk gemiddelde van 59,5%. Geletterdheid bij de mannen is 73% en bij de vrouwen 62%.